# Хазиново
Хазиново (баш. Хажы) — деревня в Ишимбайском районе Башкортостана, входит в состав Сайрановского сельсовета.

## Название

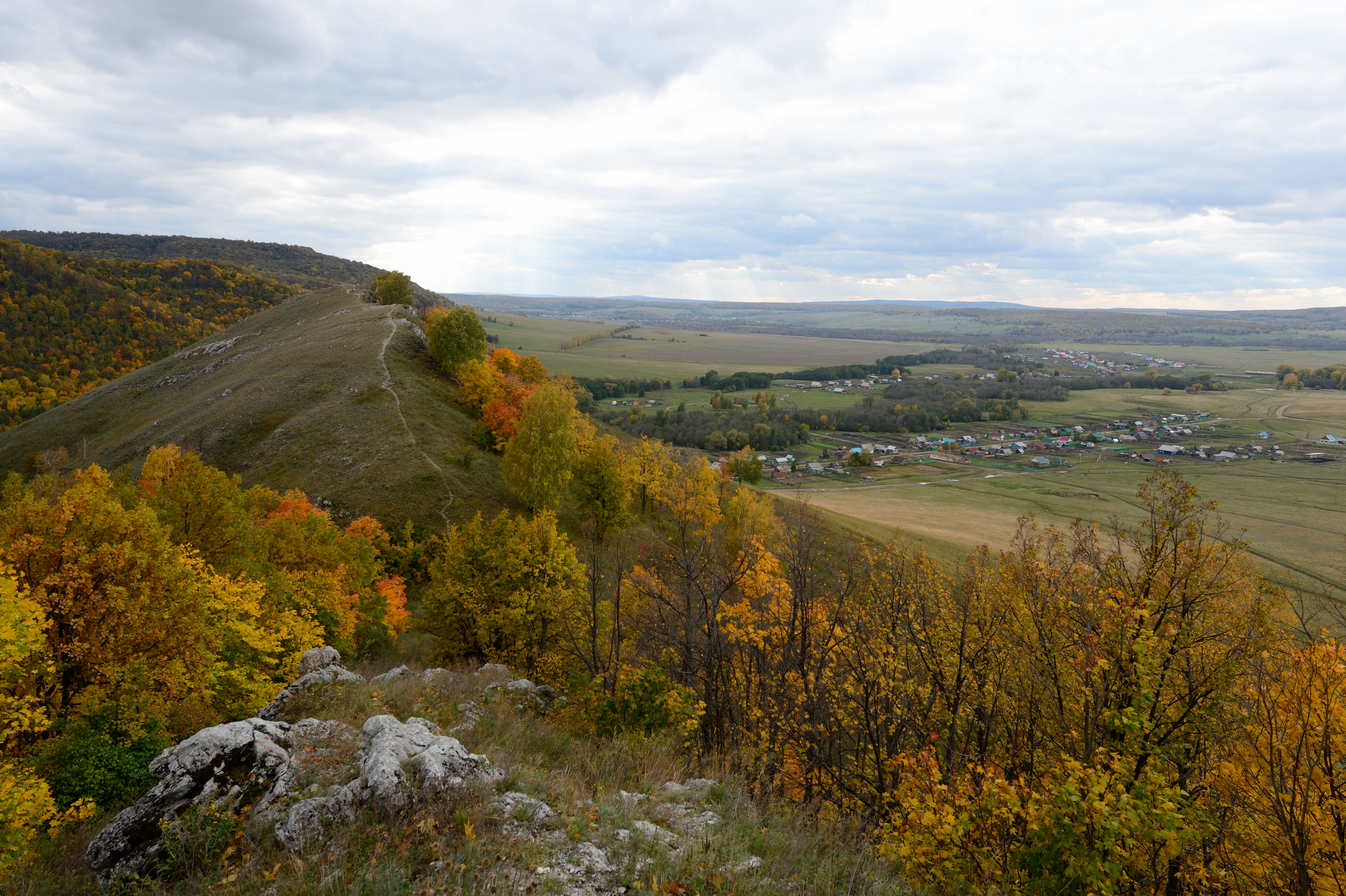
Хазиновская панорама

Название аула идет от имени первопоселенца Акманхажы (Хажы), переиначенное по-русски в несколько вариантах. Акманхажы выходец из д. Саргай, рода кыпсак, соответственно, некоторые исследователи считают, что современные жители д. Хажы принадлежат не к роду юрматы, как большинство населения Ишимбайского района РБ.Возможно, что часть жителей деревни из рода кыпсак. Но в семье Габделвагапова Салавата, сына указного муэдзина Салавата Исякаева, хранилось шежере рода юрматы, первые строки которого были составлены в XVI веке. И оно совпадает с шежере Юрматы, опубликованным Р.Г.Кузеевым в 1960 году.

## История
Деревня в 1795 году состояла из 25 домов, где жили 150 человек. Через 55 лет IX ревизия показала 302 жителя и 38 дворов. В 1920 году в 81 доме проживало 398 человек.
До революции деревня входила в 15-й юрту 7-го кантона Азнаевой тюбы.
Известно по историческим источникам, что в деревне было три водяных мельницы. Они обслуживали хлебородство.
Согласно закону «О границах, статусе и административных центрах муниципальных образований в Республике Башкортостан» имеет статус сельского поселения.

## Население
| 2002 | 2009 | 2010 |
| ---- | ---- | ---- |
| 74   | ↘73  | ↘62  |

## Географическое положение
Находится у реки Хажиновской Шиды, в предгорьях Южного Урала. 
Расстояние до:
- районного центра (Ишимбай): 27 км,
- центра сельсовета (Сайраново): 3 км,
- ближайшей ж/д станции (Салават): 46 км.

## Экономика
- Туризм.
- Скотоводство, пчеловодство.

## Достопримечательности
- Хазинская пещера.
- Недалеко от деревни находится карстовый источник Берхомут, использующийся, в частности, для подачи воды в Стерлитамак.